# نوزادکشی در نخستی‌ها
نوزادکشی در نخستی‌ها (به انگلیسی: Infanticide in primates)، زمانی اتفاق می‌افتد که فردی فرزند وابسته خود یا فرد دیگری را می‌کشد. پنج فرضیه برای توضیح نوزادکشی (جانورشناسی) در پستانداران نخستی‌سانان پیشنهاد شده است: انتخاب طبیعی، رقابت (زیست‌شناسی) منابع، دستکاری والدین، گزینش جنسی و کج‌رفتاری